# Хаслау-бай-Биркфельд
Хаслау-бай-Биркфельд (нем. Haslau bei Birkfeld) — коммуна в Австрии, в федеральной земле Штирия. 
Входит в состав округа Вайц.  Население составляет 477 человек (на 31 декабря 2005 года). Занимает площадь 14,01 км². Официальный код  —  61717.

## Политическая ситуация
Бургомистр коммуны — Йохан Фликкер (СДПА) по результатам выборов 2005 года.
Совет представителей коммуны (нем. Gemeinderat) состоит из 9 мест.
- СДПА занимает 6 мест.
- АНП занимает 3 места.